# نيكولا روي
نيكولا روي هو لاعب هوكي الجليد كندي، ولد في 5 فبراير 1997 في أموس في كندا.

## وصلات خارجية
- نيكولا روي على موقع دوري الهوكي الوطني (الإنجليزية)
- نيكولا روي على موقع الدوري الأمريكي لهوكي الجليد (الإنجليزية)
- نيكولا روي على موقع EliteProspects.com (الإنجليزية)
- نيكولا روي على موقع Eurohockey.com (الإنجليزية)
- نيكولا روي على موقع HockeyDB.com (الإنجليزية)
- نيكولا روي على موقع Hockey-Reference.com (الإنجليزية)